# Clovia orti
Clovia orti är en insektsart som beskrevs av Schmidt 1922. Clovia orti ingår i släktet Clovia och familjen spottstritar. Inga underarter finns listade i Catalogue of Life.